# Hiperkorrekció
A hiperkorrekció vagy túlhelyesbítés a kvalitatív túláltalánosításnak az a válfaja, amikor egy alacsonyabb presztízsű nyelvváltozat beszélői a magasabb presztízsű változat formáit átvéve tévesen elemzik a két változat közötti különbségeket, és a megfigyelt megfelelések alapján túláltalánosítják őket. Egyszerűbben fogalmazva valamely szó szabályos hangalakjának (vagy írásképének) eltorzítása, mert a beszélő úgy véli, hogy az helytelen, így „túlkorrigálja”.
A magyar nyelvben hiperkorrekcióra példa, amikor a mondta szót valaki úgy próbálja kiejteni, hogy /mond-ta/ a szabályos /monta/ helyett, vagy például a helyes szó kiejtése úgy, mint /heljes/. Más nyelvekben, például a spanyolban hiperkorrekciónak számít olyan hangok ejtése (az íráskép alapján), amelyek a normatív nyelvtan szerint nem léteznek, mint mondjuk a v labiodentális [v] ejtése, amelyet szabályosan [b/β]-nek kellene ejteni.
A hiperkorrekció jellegzetes formái a hiperurbanizmusok.

## Külső hivatkozások
- A hiperkorrekció – durva hiba vagy természetes reakció? (Nyelv és Tudomány, 2011. január 13.)